# Clinker
Ne doit pas être confondu avec Clinger.

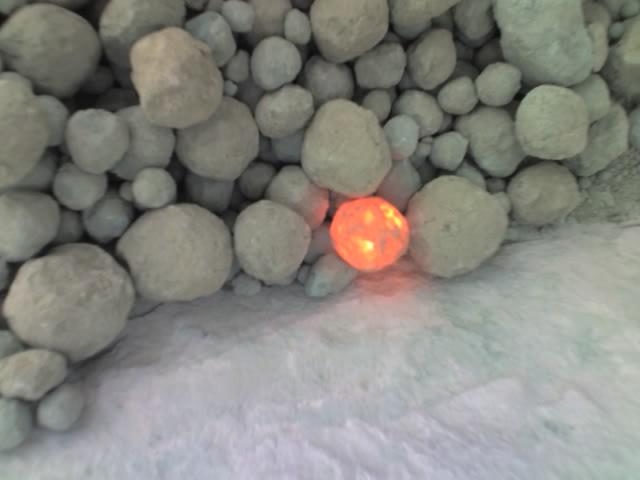
Nodules de clinker incandescent à la sortie du four.

Le clinker est un constituant du ciment, qui résulte de la cuisson à très haute température d'un mélange composé d'environ 80 % de calcaire (CaCO3 qui apporte l'oxyde de calcium, CaO) et de 20 % d'aluminosilicates (essentiellement des argiles : phyllosilicates) qui apportent les oxydes de silicium (SiO2), d'aluminium (Al2O3) et de fer (FeO et Fe2O3). La « farine » ou le « cru » est formé du mélange de poudre de calcaire et d'argile. La cuisson, ou clinkérisation, se fait à une température d'environ 1 450 °C, ce qui explique la forte consommation énergétique de ce processus.
La clinkérisation explique en partie la contribution importante des cimenteries aux émissions de gaz à effet de serre.

## Aspect

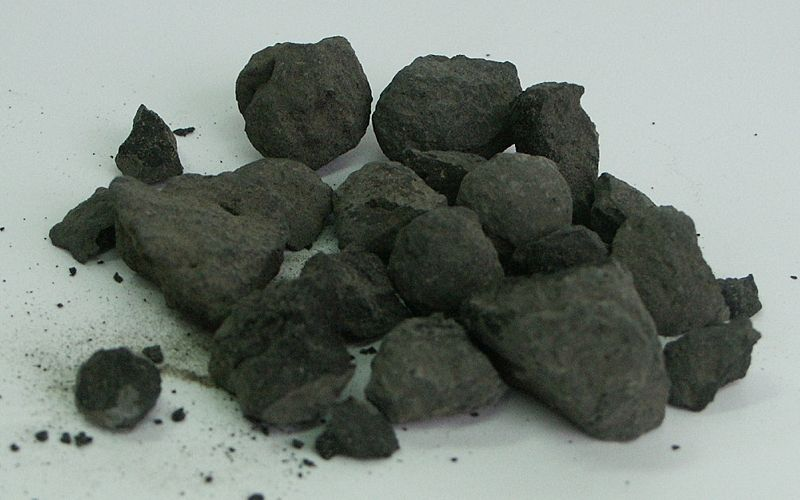
Nodules de clinker après refroidissement et avant broyage pour obtenir du ciment pulvérulent

Le clinker se présente sous la forme de nodules durs et cristallisés, de teinte grise foncée pour les ciments habituels et verte pour le clinker de ciment blanc.
Le clinker pour ciment blanc est un clinker spécial à faible teneur en oxydes de fer et donc à point de fusion plus élevé (~1 750 °C) car les oxydes de fer manquent comme fondant (ou flux) dans le diagramme ternaire CaO – SiO2 – Fe2O3 pour abaisser son point de fusion. Le ciment blanc exige des matières premières (calcaire et argile) ne contenant que très peu d'oxydes de fer. La couleur verte de ce clinker très pur est due aux cations ferreux (Fe2+) davantage dilués dans la masse de sa matrice cristalline. Il est plus onéreux à produire en raison de sa consommation d'énergie plus élevée. Son usage coûteux le destine surtout aux ciments blancs utilisés pour le rejointoyage des carrelages à l'intérieur des bâtiments (p. ex. les locaux sanitaires) et aux bétons de parement (architectonique).

## Composition
La composition des clinkers gris est représentée par quatre grandes phases cristallines caractéristiques de la chimie du ciment. Elles sont en moyenne les suivantes :
- Ca3SiO5 : silicate tricalcique (SiO2 – 3 CaO) : 50 à 65 % (alite) ;
- Ca2SiO4 : silicate bicalcique (SiO2 – 2 CaO) : 15 à 20 % (bélite) ;
- Ca3Al2O6 : aluminate tricalcique (Al2O3 – 3 CaO) : 5 à 15 % (aluminate) ;
- Ca4Al2Fe2O10 : ferro-aluminate tétracalcique (Al2O3 – Fe2O3 – 4 CaO) : 5 à 10 % (ferrite).

Ces quatre phases cristallines sont abbrégées respectivement C3S, C2S, C3A et C4AF en notation cimentière ; « C » représentant ici l'oxyde de calcium (CaO et non le carbone dans cette convention propre aux oxydes), combiné à : S, A et F, les trois autres oxydes respectivement de silicium (SiO2), d'aluminium (Al2O3) et de fer (Fe2O3).
La composition minéralogique des phases du clinker obtenu après cuisson des matières premières crues (raw materials en anglais) est fonction de la composition du mélange de ces matières, de la température, du combustible utilisé, du temps de cuisson et des conditions de refroidissement du clinker (trempe rapide du clinker à l’air pour le solidifier avant que le C3S (alite, la phase la plus recherchée du clinker) n'ait eu le temps de se convertir en C2S (bélite)).

## Production du ciment à partir du clinker
Le ciment est produit à partir du clinker par broyage. Lors du broyage, des additifs (gypse, anhydrite, filler calcaire, cendres volantes, fumée de silice...) peuvent alors être ajoutés pour conférer au ciment certaines propriétés. Le clinker plus compact est plus facile à stocker, moins sensible à l'humidité, et moins cher à transporter que le ciment pulvérulent dont la densité volumique sèche est plus faible en raison du foisonnement des grains de clinker moulu. La granulométrie et la finesse du ciment obtenu déterminent sa vitesse de prise. Plus le clinker est moulu fin, plus la surface spécifique du ciment est élevée et plus rapide sera la prise de celui-ci après ajout d'eau lors de la préparation de mortier ou de béton. Plus un ciment est fin, plus élevée est sa résistance à la compression (essai sur prisme de mortier avec un sable de référence de granulométrie calibrée).
Le sulfate de calcium, ajouté (sous forme de gypse ou d'anhydrite) au clinker au moment de son broyage, a pour fonction de ralentir la prise du ciment au moment de son hydratation quand il est mélangé avec de l'eau. Sans ajout de sulfate de calcium au ciment moulu, la prise du béton, ou du mortier, serait beaucoup trop rapide et la pâte de ciment prendrait en masse de façon incontrôlée en raison de la très grande réactivité chimique de l'aluminate tricalcique (Ca3Al2O6) présent parmi les 4 principales phases minérales du clinker. Quand de l'eau est ajoutée au ciment, le gypse ou l'anhydrite peu solubles (~ 1,5 g/L) commencent à se dissoudre faiblement et les anions sulfates ainsi libérés réagissent avec la surface des grains de Ca3Al2O6 et la tapissent d'un film d'ettringite assez peu perméable à l'eau. Ceci a pour effet de ralentir l'hydratation des grains de Ca3Al2O6 et permet d'éviter la prise instantanée du ciment (en anglais flash setting).

## Qualité du clinker et environnement

### Toxicité des matériaux du clinker
Selon le degré de pureté des ingrédients du cru, des résidus de métaux dits « lourds » (c'est-à-dire toxiques) (thallium, cadmium, mercure, sélénium...) peuvent être présents dans le clinker. Beaucoup de cimenteries utilisent aussi des pneus usagés (contenant des métaux lourds dans leur charge minérale) comme combustible alternatif ou brûlent des déchets industriels, dont les résidus toxiques condensables sont en principe piégés dans les phases minérales du clinker, puis de leurs hydrates correspondant après la prise du ciment.
Certains de ces métaux améliorent les propriétés de mise en œuvre du ciment et du béton, tandis que d'autres les dégradent. Ainsi, un peu de chrome[Combien ?] (provenant notamment de l'alliage des boulets de broyage) est susceptible d'accélérer la prise du ciment et peut augmenter la résistance d'un béton bien préparé. Cependant, quand il est présent à l'état hexavalent sous forme de chromates (CrO42–, ou Cr2O72–), le chrome a le grand défaut d'être un allergène responsable de dermatites de contact. C'est pourquoi du sulfate de fer(II) (FeSO4) est ajouté au ciment vendu en sac au détail et destiné à être manipulé manuellement. Les ions Fe2+ réduisent les chromates en chrome (III) (Cr(OH)3) nettement moins nocif. 
Par contre, certains métaux divalents, comme le cadmium, le plomb et le zinc, présents en quantités importantes dans le cru du ciment Portland et du ciment alumineux dégraderont les propriétés du ciment. Comme le cadmium, le zinc est facilement incorporé au ciment Portland dont il augmente le temps de prise et diminue la résistance mécanique du béton. Une quantité excessive d'oxyde de zinc (ZnO) dégrade la résistance des ciments d'aluminate de calcium. Si le ciment est mal dosé, et le béton de mauvaise qualité (trop poreux, trop perméable, manque de ciment...), ces métaux toxiques peuvent partiellement être lessivés (lixiviation) et finir par se retrouver dans les stalactites et les concrétions formées par la lixiviation des ions calcium suivie par la carbonatation de la solution au contact du CO2 atmosphérique.

### Emissions deCO2(gaz à effet de serre) et consommation d'énergie
La production du clinker est responsable de la majeure partie de la consommation d'énergie des cimenteries, et de leur empreinte carbone très élevées. En effet, à côté de la combustion de carbone fossile et des émissions correspondantes de CO2, le principal gaz à effet de serre, la production du clinker nécessite, en outre, la décarbonatation du calcaire (CaCO3) à haute température, ce  qui est responsable d'une part importante (~ 40 %) du CO2 émis par le four d'une cimenterie : 
CaCO3 → CaO + CO2 ↗︎
Le clinker étant le constituant majeur (> 95 % en masse) du ciment Portland (CEM I), l'empreinte carbone de celui-ci est la plus élevée de tous les types de ciment. En raison de la nécessité pour l'industrie cimentière de respecter les accords de la conférence de Paris de 2015 sur les changements climatiques (COP 21), il faudra impérativement, à court et moyen termes, qu'elle remplace le CEM I par d'autres types de ciment (CEM II, CEM III et CEM V) dont la production émet moins de CO2 car ils contiennent moins de clinker. 

#### Système de quota européen
La production de clinker tient donc une place importante dans les activités, négociations ou révisions de quota échangeables (ou permis d'émissions transférables) de gaz à effet de serre dans le cadre du système européen de quota mis en place en 2005. Une réduction, dans les produits finis, des taux de clinker ou son remplacement par des alternatives sont, dans ce contexte, des enjeux économiques et environnementaux nouveaux. Mais en 2005, il existait le « dilemme du clinker ». En effet, d'une part, les émissions de CO2 d'une cimenterie peuvent être réduites, essentiellement en diminuant le taux de clinker dans le type de ciment produit (ciment sidérurgique (CEM III) à base de laitier de haut fourneau et ciments composés (CEM II et CEM V)). Cependant, d'autre part, le nombre de quota alloués est indexé à la production de clinker, et le prix de ce dernier n'augmente pas, ou uniquement via une hausse éventuelle du coût marginal de la production (due par exemple à une substitution partielle de combustible fossile par de la biomasse), ce qui n'incite pas à réduire le taux de clinker.[pas clair]
L'alternative est d'indexer le nombre de quota octroyé sur le tonnage produit de ciment et non de clinker, mais ceci pourrait avoir un effet pervers, qui serait d'encourager les cimentiers à simplement importer du clinker (plus transportable que le ciment) pour vendre des quota (ou en acheter moins). Les quota en APP[pas clair] pourraient alors être interdits aux cimentiers ne produisant pas leur clinker localement, mais selon certains[Qui ?], cette procédure risquerait d'être attaquée devant l'organe de règlement des différends de l'organisation mondiale du commerce (OMC)[citation nécessaire].
Les cimenteries font partie des industries (avec la métallurgie et les centrales électriques thermiques notamment) où le captage du CO2 est envisagé pour réduire leur empreinte carbone et celles de leurs produits.
Étant donné la part de la consommation d'énergie dans le processus de clinkérisation, de manière générale l'impact environnemental d'un four augmente quand son efficacité énergétique diminue.

## Analyse du cycle de vie
L'analyse du cycle de vie (ACV) du clinker varie fortement selon la consommation de ressources (plus ou moins renouvelables et polluantes) et selon les options techniques de production retenues par le cimentier.
Un modèle d'ACV a été récemment compilé à partir des données provenant de plus de 100 lignes de production de clinker (avec ou sans précalcination), et de données scientifiques et techniques provenant de la littérature et d'experts du domaine.
Le modèle d'ACV peut être mis à profit par l'industrie cimentière pour choisir des carburants alternatifs (ou des matières premières de substitution), ou communiquer sur sa responsabilité sociale et environnementale (RSE).
Il peut aussi être utilisé par les autorités, ou les agences, chargées de l'environnement, de l'énergie ou du développement durable pour l'aide à la décision concernant, notamment, les études d'impacts, l'attribution de quota d'émission, ou l'autorisation de cotraitement de déchets (pneus, déchets industriels préparés, boues d'épuration séchées...). Les fours à ciment sont alors utilisés comme incinérateurs à très haute température pour éliminer les déchets toxiques. En termes de bilan global, une réduction des émissions de gaz à effet de serre, de diminution de la consommation de ressources, et surtout de réduction des impacts environnementaux globaux sont possibles.